# Roxburgh (Nowa Zelandia)
Roxburgh – miasto w Nowej Zelandii, na Wyspie Południowej, w regionie Otago.